# Vuelvo
Vuelvo es el cuarto álbum de estudio del grupo argentino Erreway. Después de su separación, Cris Morena decidió volver con el grupo, pero Luisana Lopilato decide no volver ya que estaba grabando el programa de televisión Casados con hijos y no pudo por los horarios de filmación. A partir de ese momento Erreway pasó de tener cuatro integrantes a tres.
El álbum se grabó entre junio y julio de 2007 en Buenos Aires. El álbum contiene temas nuevos y algunos temas de su anterior álbum de estudio Memoria, con la diferencia de que en estas versiones no está presente la voz de Luisana. También se incluyeron algunas canciones que formaron parte de la banda sonora de la serie Atrapados, protagonizada por Felipe Colombo y Benjamin Rojas, y también de otros proyectos como Casi ángeles, Alma pirata y Jake And Blake, que también fueron protagonizadas por Benjamín Rojas, en el caso de Casi ángeles apareciendo como invitado especial.
Originalmente, el álbum iba a ser publicado únicamente en España, lugar que ya habían visitado en su anterior tour Erreway: Gira en España, y donde la telenovela Rebelde Way empezaba a transmitirse por aquel entonces para ir haciéndose más popular con el paso del tiempo. Aunque fue grabado, la productora no lanzó el disco ese año. Y finalmente el proyecto quedó cancelado. Aunque algunas de las canciones fueron reutilizadas para futuros proyectos de Cris Morena. Mientras que otras canciones del álbum, fueron filtradas en sus versiones demo por la plataforma de Youtube.
En 2020 tras el aniversario de lanzamiento de la telenovela Rebelde Way y su lanzamiento en streaming en Netflix Cris Morena anuncia que en el 2021 se estrenaría el disco, catorce años después de haberse grabado.
El 28 de mayo de 2021 se lanzó la primera canción promocional llamada «Vuelvo» y una semana después el 4 de junio se estrenó «Vamos al cielo» tema que formó parte de la banda sonora de la serie de Disney Channel Jake & Blake. Con la diferencia que está versión del álbum contaba con los coros de Camila Bordonaba y Felipe.
Finalmente y tras 14 años de haberse grabado el 18 de junio de 2021, el álbum fue lanzado a todas las plataformas digitales.

## Lista de canciones
Créditos adaptados de Tidal.

| N.º   | Título                          | Escritor(es)                                                                                       | Duración |  |
| 1.    | «Girar»                         | Gustavo Ariel Novello · María Cristina De Giácomi · María Laura Corazzina · Silvio Oscar Furmanski | 3:11     |  |
| 2.    | «Vuelvo»                        | Novello · De Giácomi · Furmanski                                                                   | 5:15     |  |
| 3.    | «Vivo como vivo» (versión 2007) | Novello · De Giácomi · Furmanski                                                                   | 3:20     |  |
| 4.    | «Vamos al cielo»                | Novello · De Giácomi · Furmanski                                                                   | 4:10     |  |
| 5.    | «No tengo tiempo para esto»     | Novello · De Giácomi · Furmanski · Román Jorge Martino                                             | 2:46     |  |
| 6.    | «Vuelo solo»                    | Novello · De Giácomi · Furmanski · Martino                                                         | 3:49     |  |
| 7.    | «Bandera blanca» (versión 2007) | Novello · De Giácomi · Furmanski                                                                   | 3:32     |  |
| 8.    | «Que se siente» (versión 2007)  | Novello · De Giácomi · Furmanski                                                                   | 4:27     |  |
| 9.    | «Ya nada me detiene»            | Novello · De Giácomi · Furmanski                                                                   | 4:53     |  |
| 10.   | «Déjame volar»                  | Novello · De Giácomi · Corazzina · Furmanski                                                       | 2:58     |  |
| 11.   | «Memoria» (versión 2007)        | Novello · De Giácomi · Furmanski                                                                   | 5:17     |  |
| 43:42 |                                 | |          |  |